# Ilija Petkow
Ilija Petkow, bułg. илия петков (ur. 10 października 1996 w Dobriczu) – bułgarski siatkarz, grający na pozycji środkowego, reprezentant kraju. 

## Sukcesy klubowe
Puchar Bułgarii:
- 2015, 2017, 2018, 2021, 2023[6]

Mistrzostwo Bułgarii:
- 2016, 2018, 2019
- 2015, 2021, 2023[7]

Superpuchar Bułgarii:
- 2017, 2018, 2020, 2022